# Bílov (Nový Jičín-i járás)
Bílov település Csehországban, Nový Jičín-i járásban. Bílov Bílovec, Studénka, Pustějov, Fulnek, Kujavy és Velké Albrechtice településekkel határos. Lakosainak száma 588 fő (2024. január 1.).

## Népesség
A település lakosságának változását az alábbi diagram mutatja:
| Lakosok száma | 736  | 756  | 726  | 594  | 542  | 575  | 585  | 575  | 594  | 588  |
|               | 1869 | 1900 | 1921 | 1961 | 1980 | 2011 | 2016 | 2019 | 2021 | 2024 |